# Pteridine

Pteridin, die Stammverbindung der Pteridine

Als Pteridine bezeichnet man Derivate des Stammheterocyclus Pteridin. Darunter fallen biologisch wichtige Moleküle, so Folsäure und Biopterin. In den Flavinen findet man eine benzo-anellierte Pteridin-Struktur vor, z. B. in Riboflavin (Vitamin B2), Flavinmononukleotid (FMN), Flavin-Adenin-Dinukleotid (FAD).

## Vorkommen

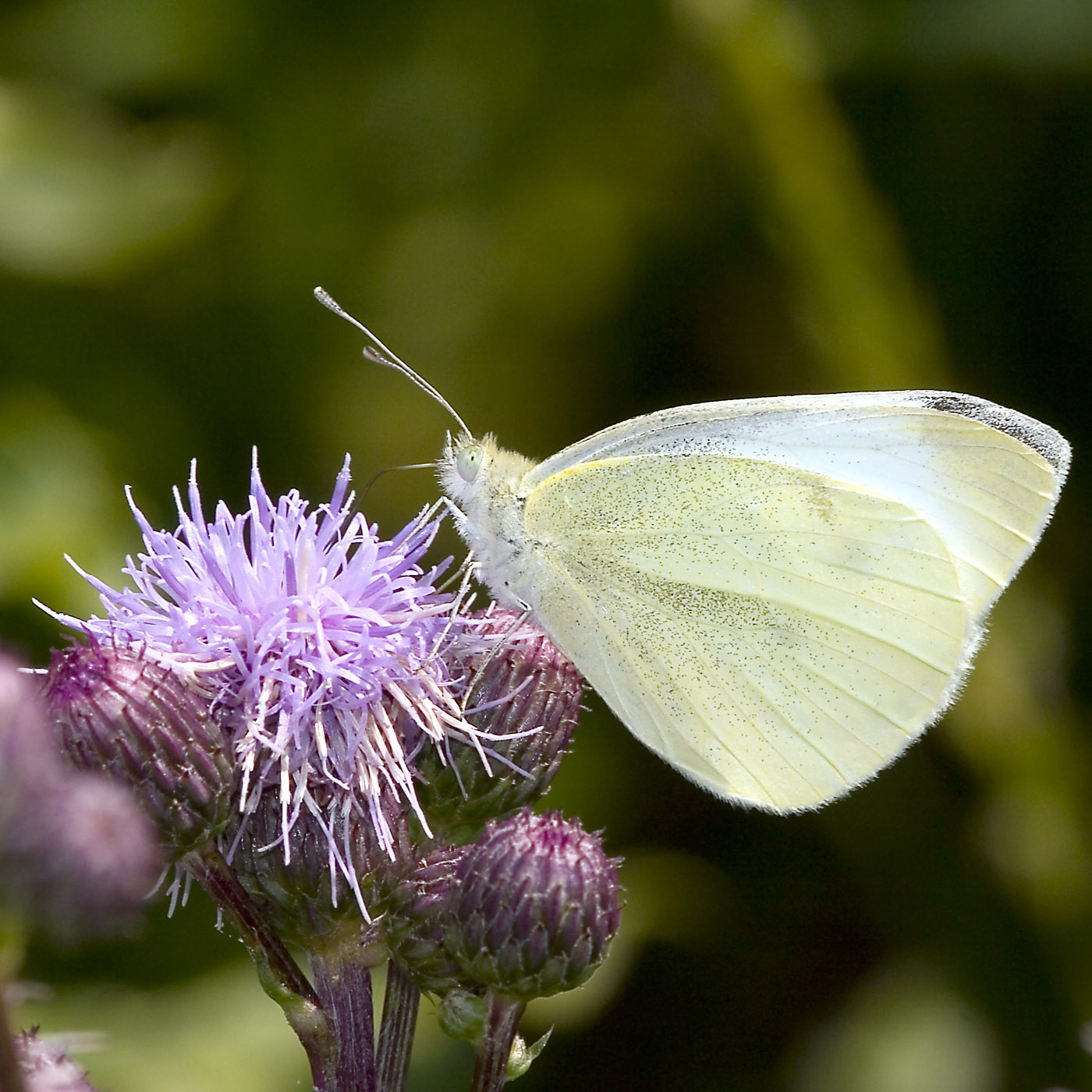
Kleiner Kohlweißling (Pieris rapae L.), ein Schmetterling dessen Flügel Pteridine enthalten

Die Pigmente der Flügel einiger Schmetterlinge (Pterine) sowie mit hoher Wahrscheinlichkeit Farbstoffe im Gefieder von Pinguinen (Spheniscidae, Spheniscine) enthalten ebenfalls das Pteridin-Gerüst.

## Synthesen
Pteridine können aus Pyrimidinen durch Angliederung des Pyrazin-Rings oder – umgekehrt – aus Pyrazinen hergestellt werden. Eine retrosynthetische Betrachtung zeigt, dass 5,6-Diaminopyrimidine (siehe linke Formel; korrekte Bezifferung: 4,5-Diaminopyrimidine) logische Vorstufen sind. Die meisten Pteridinsynthesen folgen diesem Prinzip, da sich die Diaminopyrimidine leicht herstellen lassen. Neben der Stammsubstanz Pteridin konnten so zahlreiche 2-, 4-, 6- und 7-substituierte Derivate erhalten werden. Als erster synthetisierte Oskar Isay aus 1,2-Diphenylethandion (Benzil) und 4,5-Diaminopyrimidin 6,7-Diphenylpteridin (in der Formel für R2 = R4 = H, R6 = R7 = C6H5). Heterocyclen-Chemiker nennen dieses Reaktionsprinzip deshalb Isay-Reaktion, eigentlich ist es aber nichts Anderes als die zweimalige Bildung einer „Schiffschen Base“ (Azomethin).
Auch die historisch erste Synthese eines Pterins, Leukopterin, basiert auf diesem Prinzip.
Das zweite Syntheseprinzip (rechte Formel) wurde bei der Synthese von 2-Amino-4-hydroxypteridin (Pterin) benutzt (R4 = OCH3, X = Cl, Y = O).
Einige 4,5-Diaminopyrimidine lassen sich durch Reduktion aus 4-Amino-5-nitroso-pyrimidinen herstellen. Diese können durch Kondensation mit Ketonen in Gegenwart einer Base direkt substituierte Pteridine liefern. Diese Synthese wird oft als Timmis-Reaktion bezeichnet, nach dem Entdecker.
Weitere Synthesen werden bei den Pterinen und den einzelnen Verbindungen angegeben.